# Daroot-Korgon
Der Ort Daroot-Korgon (kirgisisch und russisch Дароот-Коргон) liegt im Oblus Osch im Süden Kirgisistans und ist das Verwaltungszentrum des Rajons Tschong-Alai. Im Jahr 2009 lebten 4726 Einwohner in dem Ort.

## Lage
Daroot-Korgon liegt im Alai-Tal am Fluss Kysylsuu, der weite Teile des Tals durchfließt und sich schließlich mit dem Muksu zum Surchob vereinigt und zum Flusssystem des Amudarja gehört. Die Altyndara mündet bei Daroot-Korgon in den Kysylsuu. Im Norden von Daroot-Korgon erstreckt sich das Alaigebirge, während sich im Süden das Transalaigebirge, das zum Pamir gehört, und die Grenze zum Nachbarland Tadschikistan anschließen. In Ost-West-Richtung trennt das dünn besiedelte Alai-Tal beide Gebirgszüge voneinander. Die kirgisische Hauptstadt Bischkek im Norden des Landes ist mehr als 400 Kilometer Luftlinie entfernt, die Hauptstadt Tadschikistans, Duschanbe, ist mit einer Entfernung von circa 370 Kilometern näher gelegen. Die Gebietshauptstadt Osch liegt in einer Entfernung von circa 120 Kilometern im Nordosten von Daroot-Korgon.

## Klima
Die Lage des Orts auf einer Höhe von 2.469 Metern in einem Gebirgstal sorgt für lange und kalte Winter mit viel Schneefall. Auch in den Sommermonaten sind Temperaturen unter 0 Grad Celsius möglich, während nur selten Temperaturen über 20 °C erreicht werden.
|                        | Jan   | Feb   | Mär   | Apr  | Mai  | Jun  | Jul  | Aug  | Sep  | Okt  | Nov   | Dez   |   |      |
| Mittl. Temperatur (°C) | −16,3 | −13,0 | −7,8  | −2,8 | 2,6  | 7,4  | 10,5 | 10,3 | 6,1  | −1,3 | −9,3  | −15,0 | ⌀ | −2,3 |
| Mittl. Tagesmax. (°C)  | −11,8 | −8,6  | −3,0  | 2,0  | 7,9  | 12,8 | 15,5 | 15,6 | 11,8 | 4,5  | −3,8  | −10,5 | ⌀ | 2,8  |
| Mittl. Tagesmin. (°C)  | −21,7 | −18,3 | −13,7 | −9,0 | −4,1 | 0,6  | 4,1  | 3,7  | −0,7 | −7,6 | −15,5 | −20,6 | ⌀ | −8,5 |
|                        |       |       |       |      |      |      |      |      |      |      |       |       |   |      |
| Niederschlag (mm)      | 23    | 34    | 43    | 37   | 49   | 51   | 52   | 31   | 20   | 20   | 24    | 29    | Σ | 413  |
|                        |       |       |       |      |      |      |      |      |      |      |       |       |   |      |
| Sonnenstunden (h/d)    | 7,1   | 7,4   | 8,8   | 9,9  | 10,7 | 10,9 | 10,8 | 10,6 | 10,0 | 8,8  | 7,4   | 6,7   | ⌀ | 9,1  |
|                        |       |       |       |      |      |      |      |      |      |      |       |       |   |      |
| Regentage (d)          | 4     | 6     | 7     | 6    | 7    | 8    | 9    | 6    | 4    | 3    | 5     | 5     | Σ | 70   |
|                        |       |       |       |      |      |      |      |      |      |      |       |       |   |      |
| Luftfeuchtigkeit (%)   | 53    | 58    | 59    | 60   | 64   | 64   | 62   | 59   | 56   | 55   | 58    | 54    | ⌀ | 58,5 |

| −21,7 |

| −18,3 |

| −13,7 |

| −9,0 |

| −4,1 |

| 0,6 |

| 4,1 |

| 3,7 |

| −0,7 |

| −7,6 |

| −15,5 |

| −20,6 |

| −21,7 |

| −18,3 |

| −13,7 |

| −9,0 |

| −4,1 |

| 0,6 |

| 4,1 |

| 3,7 |

| −0,7 |

| −7,6 |

| −15,5 |

| −20,6 |

## Infrastruktur

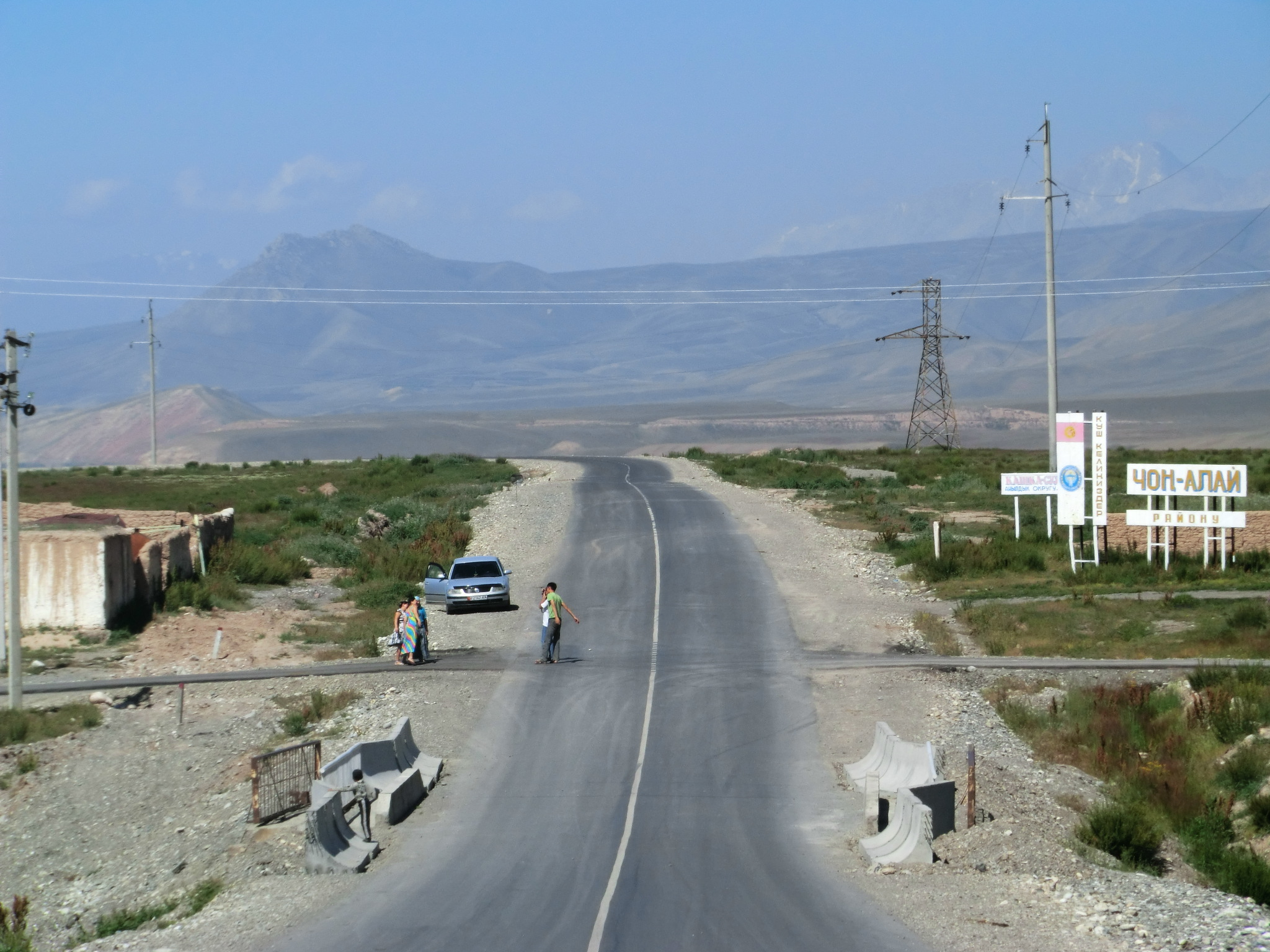
Straße im Rajon Tschong-Alai

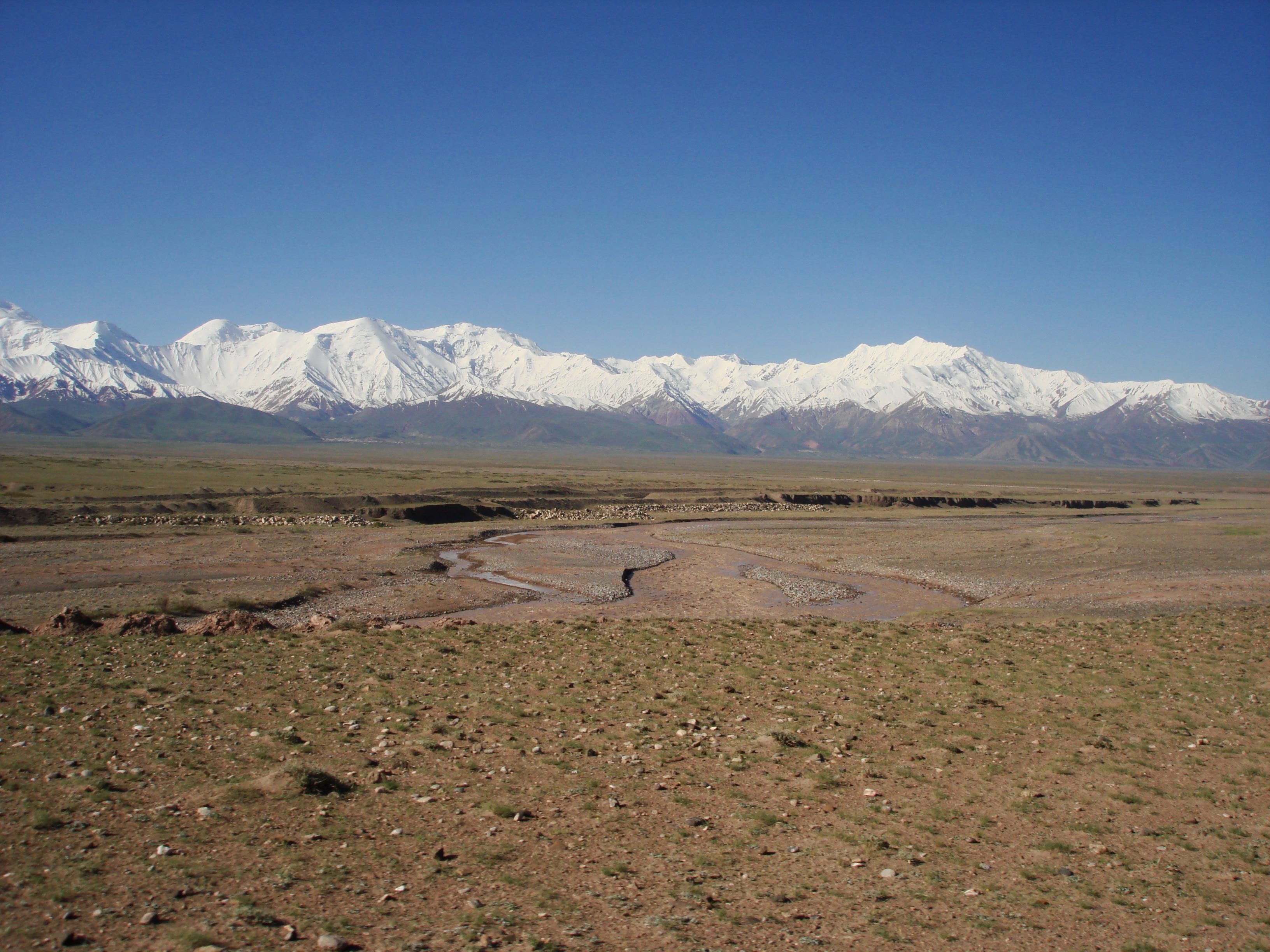
Landschaft im Alai-Tal nahe Daroot-Korgon

Durch das Tal verläuft mit der A372 die wichtigste Fernstraße der Region, die im Westen auf tadschikischem Gebiet bis zur tadschikischen Hauptstadt Duschanbe und im Osten über Sarytasch zur kirgisisch-chinesischen Grenze verläuft. Auf Grund der schwierigen klimatischen und geographischen Umstände in der Region und der geringen Bevölkerungsdichte ist die Infrastruktur insgesamt nur mangelhaft ausgebaut, zudem verursachen die kalten Winter, Lawinen und Bergstürze immer wieder Schäden an Gebäuden und Straßen. Nach einer Umfrage aus dem Jahr 2018 verfügten 82,4 % der Menschen in Daroot-Korgon über Elektrizität, einen Internetzugang hatten hingegen nur 29,4 % der Befragten. Als Hauptort des Rajons Tschong-Alai verfügt Daroot-Korgon über ein Postamt und ein Verwaltungsgebäude, in dem die Verwaltung des Rajons angesiedelt ist. Zudem gibt es einen Markt und mehrere Gasthäuser und gastronomische Angebote, die unter anderem von Touristen, die zumeist für Wanderungen in den umliegenden Bergen in den Ort kommen, genutzt werden. Ein kirgisischer Grenzposten befindet sich außerhalb des Ortes nahe der Grenze zu Tadschikistan.

## Wirtschaft
Der wichtigste Wirtschaftszweig in dem Ort ist die Landwirtschaft. Die Bedingungen für die Farmer sind auf Grund der Lage des Orts dabei schwierig, zudem verfügt nur eine deutliche Minderheit von ihnen über landwirtschaftliche Maschinen. Einen Großteil des Viehbestands in der Region bilden Schafe, in geringerem Umfang werden Rinder und Geflügel gehalten. Neben der Landwirtschaft hat auch der Tourismus dank der Gebirgslandschaft in der Umgebung das Potential zu einem relevanten Wirtschaftsfaktor, bislang ist aber keine touristische Infrastruktur vorhanden und die Region wird nur von wenigen Reisenden besucht.